# راد بيوغراد
نادي راد بيوغراد لكرة القدم (بالصربية: Фудбалски клуб Рад Београд) نادي كرة قدم صربي يلعب في دوري الدرجة الممتازة. تم تأسيس النادي في عام 1958.